# Most Lanfranconi
Most Lanfranconi v Bratislavě je dálniční most a obsahuje i pruhy pro pěší. Postaven byl mezi lety 1985 – 1991 a otevřen v roce 1992. Kapacita mostu je 41 tisíc vozidel za den.

## Popis mostu
Projekt vzešel ze soutěže sedmi návrhů v roce 1976. Podmínkou zadání byla esteticky čistá stavba, nezasahující svým charakterem do rázu okolní krajiny, nezabraňující ve výhledech od města, která by byla v harmonickém souladu s již stojícím dominantním Novým mostem, pod názvem Most Slovenského národního povstání.
Most má sedm polí a celkovou délku 761 m. Čtyřpruhová vozovka je široká 30 metrů. Největší tloušťku má konstrukce u hlavního pilíře, kde dosahuje 11 metrů. Do okrajových částí se pak zužuje až na 2,7 m. Pod vozovkou se po obou stranách nacházejí lávky pro pěší a cyklisty. V duté konstrukci vede i plynovod a další potrubí.

## Název
Během výstavby se most nazýval Most mládeže, resp. podle pravopisu platného do roku 1991 most Mládeže. V roce 1992 most dostal jméno Most Lafranconi.
Pojmenování Lafranconi vzniklo podle názvu studentské ubytovny Lafranconi, resp. okolní čtvrti nazývané Lafranconi na severním břehu Dunaje u mostu. Tato čtvrť byla pojmenovaná podle tamějších bývalých pozemků italského architekta Enea Graziosa Lanfranconiho (1850–1895), případně podle jeho vily (Lanfranconiho vila), která v této oblasti původně stávala, než byla kvůli stavbě mostu zbourána. Jméno rodiny Lanfranconi se sice převážně uvádí ve tvaru Lanfranconi, ale občas také bez prvního -n-, tedy jako Lafranconi. V době pojmenování městské čtvrti a později i ubytovny se každopádně používal jen tvar Lafranconi. Zkomolený název nesl most až do roku 2021.